# Strictly Commercial
Strictly Commercial är ett samlingsalbum av Frank Zappa. Det gavs ut 1995, två år efter Zappas bortgång.

## Låtlista
1. "Peaches en Regalia" - 3:37
2. "Don't Eat the Yellow Snow" - 3:34
3. "Dancin' Fool" - 3:43
4. "San Ber'dino" - 5:57
5. "Dirty Love" - 2:57
6. "My Guitar Wants to Kill Your Mama" - 3:31
7. "Cosmik Debris" - 4:14
8. "Trouble Every Day" - 5:49
9. "Disco Boy" - 5:08
10. "Fine Girl" - 3:29
11. "Sexual Harassment in the Workplace" - 3:42
12. "Let's Make the Water Turn Black" - 2:01
13. "I'm the Slime" - 3:34
14. "Joe's Garage" - 4:08
15. "Bobby Brown Goes Down" - 2:49
16. "Montana" - 4:47
17. "Valley Girl" - 4:50
18. "Be in My Video" - 3:39
19. "Muffin Man" - 5:32